# Оксид-тетрафторид ксенона
Окси́д-тетрафтори́д ксено́на(VI) (оксотетрафтори́д ксено́на), XeOF4 — неорганическое соединение ксенона с кислородом и фтором. Бесцветная жидкость. Растворим в безводном HF. Гидролизуется с образованием XeO2F2 и ХеО3. Проявляет амфотерные свойства, образуя, например, Cs+XeOF−5, XeOF3AsF−6, XeOF4·XeOF3+SbF−6, 2XeOF4·VF5. При контакте с кожей вызывает сильные ожоги.

## Получение
| Исходные вещества                                              | Результат                                                       | Условие получения                     |
| -------------------------------------------------------------- | --------------------------------------------------------------- | ------------------------------------- |
| {\displaystyle 3{\mbox{XeF}}_{4}+{\mbox{SiO}}_{2}}             | {\displaystyle 2{\mbox{XeOF}}_{4}+{\mbox{SiF}}_{4}+{\mbox{Xe}}} |                                       |
| {\displaystyle 3{\mbox{XeF}}_{4}+2{\mbox{H}}_{2}{\mbox{O}}}    | {\displaystyle 2{\mbox{XeOF}}_{4}+{\mbox{Xe}}+4{\mbox{HF}}}     | комнатная температура                 |
| {\displaystyle {\mbox{XeF}}_{6}+{\mbox{H}}_{2}{\mbox{O}}}(пар) | {\displaystyle {\mbox{XeOF}}_{4}+2{\mbox{HF}}}                  | комнатная температура, примесь XeO2F2 |
| {\displaystyle 2{\mbox{XeF}}_{6}+{\mbox{SiO}}_{2}}             | {\displaystyle 2{\mbox{XeOF}}_{4}+{\mbox{SiF}}_{4}}             |                                       |